# Consolidated P2Y
Consolidated P2Y là một loại tàu bay tuần tra hàng hải.

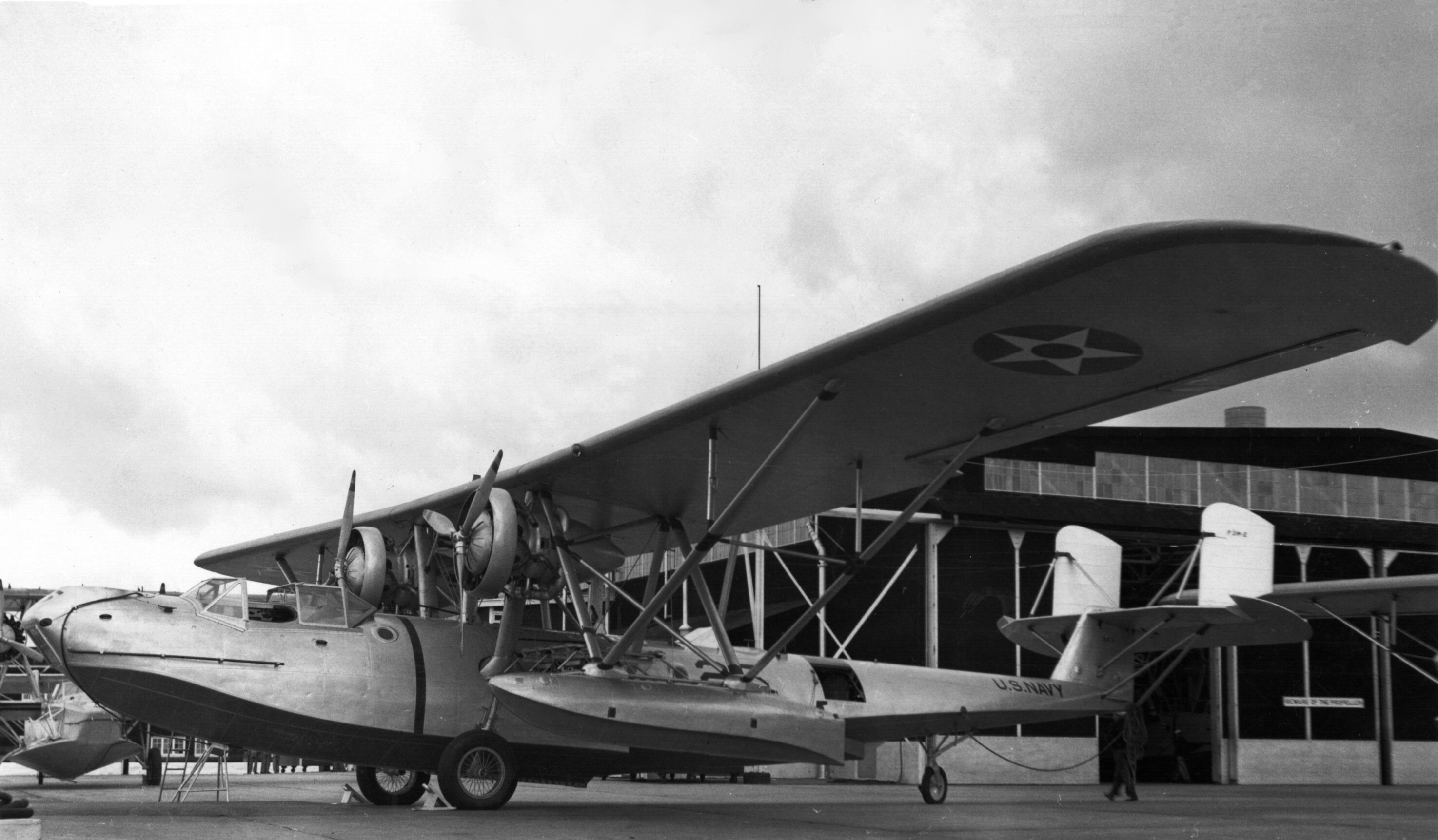
Một chiếc P3M-2 do Martin chế tạo tại Căn cứ không quân hải quân Pensacola.

## Biến thể

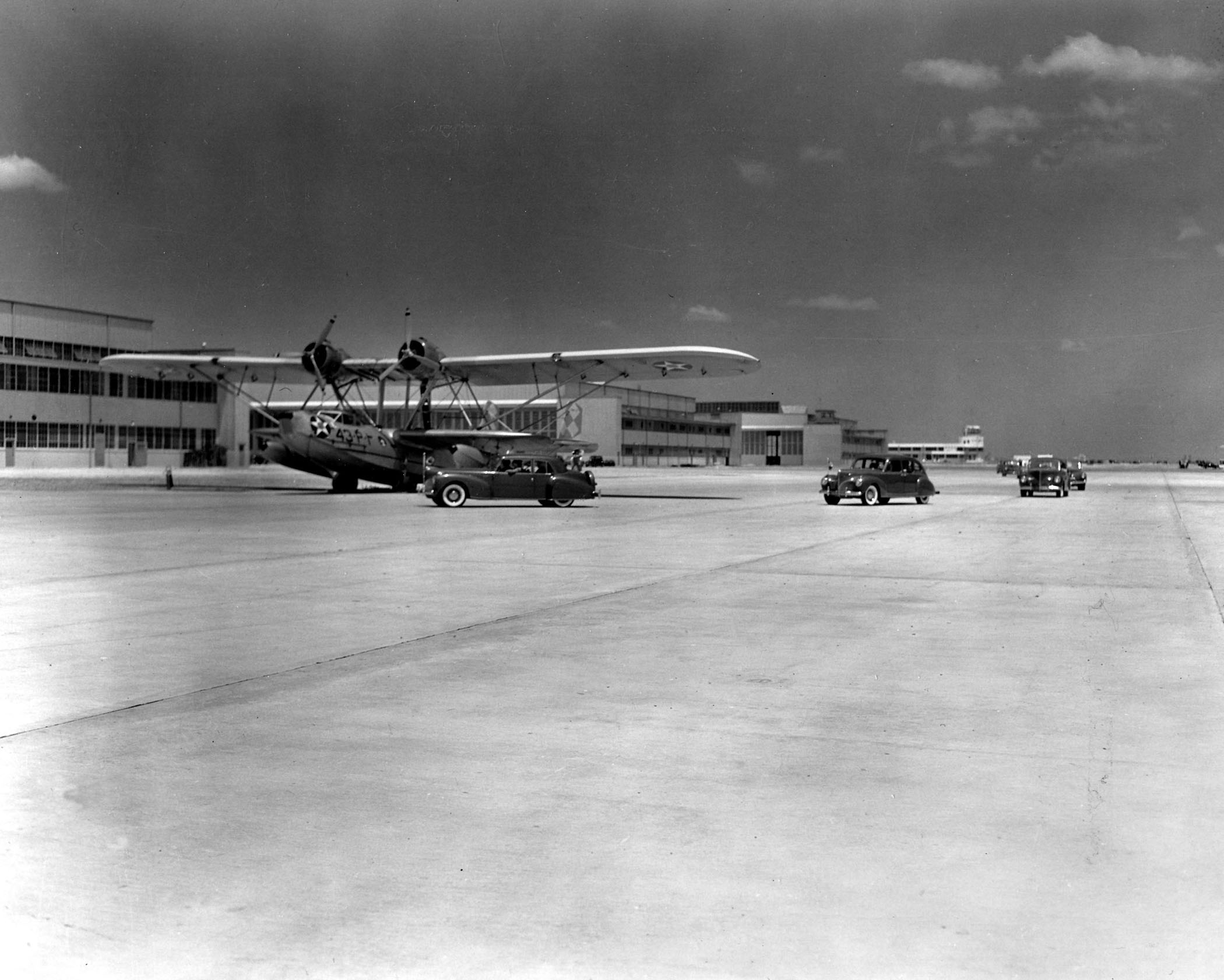
P2Y-3 thuộc VP-43 tại Căn cứ không quân hải quân Jacksonville năm 1941

XP2Y-1
P2Y-1
P2Y-1C
P2Y-1J
XP2Y-2
P2Y-2
P2Y-3
HXC
Consolidated Navy Experimental Type C Flying Boat.

## Quốc gia sử dụng
Argentina
 Colombia
- Không quân Colombia

 Nhật Bản
 United States
- Hải quân Hoa Kỳ

## Tính năng kỹ chiến thuật (P2Y-3)
Dữ liệu lấy từ The Complete Encyclopedia of World Aircraft; range from American Aircraft of Chiến tranh thế giới II
Đặc điểm tổng quát
- Kíp lái: 5
- Chiều dài: 61 ft 9 in (18.82 m)
- Sải cánh: 100 ft  in (30.48 m)
- Chiều cao: 19 ft 1 in (5.82 m)
- Diện tích cánh: 1514 ft2 (140.65 m2)
- Trọng lượng rỗng: 12769 lb (5792 kg)
- Trọng lượng có tải: 25266 lb (11460 kg)
- Động cơ: 2 × Wright R-1820-90 Cyclone, 750 hp (559 kW) mỗi chiếc mỗi chiếc

Hiệu suất bay
- Vận tốc cực đại: 149 mph (240 km/h)
- Vận tốc hành trình: 118 mph (189 km/h)
- Tầm bay: 1180 dặm (1899 km)
- Trần bay: 16100 ft (4265 m)
- Vận tốc lên cao: 650 ft/min (3.3 m/s)

Vũ khí trang bị
- 3 × súng máy M1919 Browning ,30 in (7,62 mm)
- 2.000 lb (910 kg) bom